# Midnight Madness (film fra 1918)
Midnight Madness er en amerikansk stumfilm fra 1918 af Rupert Julian.

## Medvirkende
- Ruth Clifford - Gertrude Temple
- Kenneth Harlan - Prentice Tiller
- Harry von Meter - Aaron Molitor
- Claire Du Brey - Lola Montez
- Harry Holden - Simon Temple